# Seznam německých názvů obcí v okrese Šumperk
V okrese Šumperk žilo v minulosti mnoho Němců. Ve starých listinách a matrikách se často vyskytují pouze Německé názvy obcí. Bohužel množství obcí zmizelo po druhé světové válce při odsunu Němců a jejich jména jsou již zapomenuta. Mnoho obcí bylo připojeno k jejich větším sousedům.
Toto je aspoň částečný seznam současných obcí a jejich německých a dobových názvů.
| Česky                                      | Německy                                           |
| ------------------------------------------ | ------------------------------------------------- |
| Bludov                                     | Blauda                                            |
| Bohdíkov                                   | Märzdorf                                          |
| Bohuslavice                                | Bohuslawitz                                       |
| Bohutín                                    | Bohutin                                           |
| Branná                                     | Goldenstein                                       |
| Bratrušov                                  | Brattersdorf                                      |
| Brníčko                                    | Brünnless                                         |
| Bušín                                      | Buschin                                           |
| Dlouhomilov                                | Lomigsdorf                                        |
| Dolní Olešná (Hrabišín)                    | Nieder Ullischen                                  |
| Dolní Studénky                             | Schönbrunn                                        |
| Drozdov                                    | Drossenau                                         |
| Dubicko                                    | Dubitzko                                          |
| Hanušovice                                 | Hannsdorf                                         |
| Horní Olešná (Hrabišín)                    | Ober Ullischen                                    |
| Horní Studénky                             | Studinke                                          |
| Hoštejn                                    | Hochstein                                         |
| Hrabenov                                   | Rabenau                                           |
| Hraběšice                                  | Rabenseifen                                       |
| Hrabišín                                   | Rabersdorf                                        |
| Hrabová                                    | Raabe                                             |
| Hynčina                                    | Heinzhof                                          |
| Chromeč                                    | Krumpisch                                         |
| Jakubovice                                 | Jockelsdorf či Jokelsdorf                         |
| Janoušov                                   | Janauschendorf                                    |
| Jedlí                                      | Jedl                                              |
| Jestřebí                                   | Groß Jestreby                                     |
| Jindřichov                                 | Heinrichsthal                                     |
| Kamenná                                    | Steine                                            |
| Klopina                                    | Kloppe                                            |
| Kolšov                                     | Kolleschau                                        |
| Kopřivná                                   | Geppersdorf                                       |
| Kosov                                      | Kosse                                             |
| Krchleby                                   | Chirles                                           |
| Lesnice                                    | Lesnitz                                           |
| Leština                                    | Lesche                                            |
| Libina                                     | Mährisch Liebau                                   |
| Líšnice                                    | Lexen                                             |
| Loštice                                    | Loschitz                                          |
| Loučná nad Desnou (do roku 1948 Vízmberk)  | Wiesenberg                                        |
| Lukavice                                   | Lukawetz                                          |
| Malá Morava                                | Klein Mohrau                                      |
| Maletín                                    | Moletein                                          |
| Mírov                                      | Mürau                                             |
| Mohelnice                                  | Müglitz                                           |
| Moravičany                                 | Morawitschan                                      |
| Nemile                                     | Neumühle                                          |
| Nový Malín (historický název Frankštát)    | Frankstadt an der Mährischen Grenzbahn, Neu Malin |
| Olšany                                     | Olleschau                                         |
| Oskava                                     | Oskau                                             |
| Palonín                                    | Pollein                                           |
| Pavlov                                     | Pawlow                                            |
| Petrov nad Desnou                          | Petersdorf an der Tess                            |
| Písařov                                    | Schreibendorf                                     |
| Police                                     | Pollaitz                                          |
| Postřelmov                                 | Gross Heilendorf                                  |
| Postřelmůvek                               | Klein Heilendorf                                  |
| Rájec                                      | Gross Rasel                                       |
| Rapotín                                    | Reitendorf                                        |
| Rejchartice                                | Reigersdorf                                       |
| Rohle                                      | Rohle                                             |
| Rovensko                                   | Rowenz                                            |
| Ruda nad Moravou                           | Eisenberg                                         |
| Sobotín                                    | Zöptau                                            |
| Staré Město nebo Staré Město pod Sněžníkem | Mährisch Altstadt                                 |
| Stavenice                                  | Steinmetz                                         |
| Sudkov                                     | Zautke                                            |
| Svébohov                                   | Schwillbogen                                      |
| Šléglov                                    | Schlögelsdorf                                     |
| Štíty, dříve Šilperk                       | Mährisch Schildberg                               |
| Šumperk                                    | Mährisch Schönberg                                |
| Terezín (Petrov nad Desnou)                | Theresienthal                                     |
| Tkanovice (část vesnice Moravičany)        | Tkanowitz                                         |
| Třemešek                                   | Tschimischl                                       |
| Třeština                                   | Trittschein                                       |
| Úsov                                       | Mährisch Aussee                                   |
| Velké Losiny                               | Groß Ullersdorf                                   |
| Vernířovice, dříve Šumperská Teplice       | Wermsdorf                                         |
| Vikantice                                  | Weigelsdorf                                       |
| Vikýřovice                                 | Weikersdorf                                       |
| Vyšehoří                                   | Wyschehor                                         |
| Zábřeh                                     | Hohenstadt                                        |
| Zborov                                     | Zborow                                            |
| Zvole                                      | Schmole                                           |